# Otreo
Otreo (in greco antico: ?) è un personaggio della mitologia greca.

## Genealogia
Figlio di Dascilo e di Antemisia.

## Mitologia
Fu un personaggio secondario all'interno della vicenda degli Argonauti e fu ucciso da un brigante locale, Amico, figlio del dio Poseidone. Deciso a vendicarlo, il fratello aizzò contro Amico gli Argonauti, i quali erano giunti al suo cospetto durante il loro viaggio alla ricerca del Vello d'oro. Grazie alla forza di Polluce, uno dei viaggiatori, Amico venne sconfitto e la morte di Otreo vendicata.